# Álvaro Santos Pereira
Álvaro Santos Pereira (né le 7 janvier 1972 à Viseu) est un homme politique portugais. Il est ministre de l'Économie et de l'Emploi dans le gouvernement de Pedro Passos Coelho.